# Andropogon festuciformis
Andropogon festuciformis är en gräsart som beskrevs av Alfred Barton Rendle. Andropogon festuciformis ingår i släktet Andropogon och familjen gräs. Inga underarter finns listade i Catalogue of Life.